# هارلي لويس
هارلي لويس (بالإنجليزية: Harley Lewis)‏ هو مصارع محترف أمريكي، ولد في 5 مايو 1974.

## روابط خارجية
- هارلي لويس على موقع CageMatch worker (الإنجليزية)